# Берёзка (ансамбль)

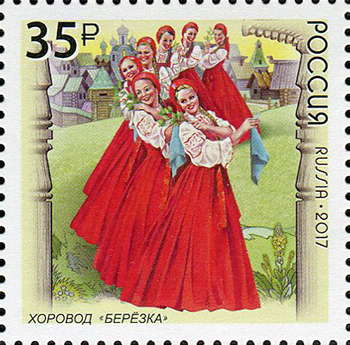
Почтовая марка России, 2017 год

Госуда́рственный академи́ческий хореографи́ческий анса́мбль «Берёзка» и́мени Н. С. Наде́ждиной — советский и российский хореографический ансамбль русского народного танца. 
Создан в 1948 году советским балетмейстером и хореографом Надеждой Сергеевной Надеждиной (1904—1979), имя которой коллектив носит с июня 2000 года.
Полное наименование — Федеральное государственное бюджетное учреждение культуры «Государственный академический хореографический ансамбль „Берёзка“ имени Н. С. Надеждиной» Управления делами Президента Российской Федерации (с 23 декабря 2006 г. ансамбль принят в ведение Управления делами Президента Российской Федерации).

## История
Первое профессиональное выступление ансамбля состоялось в июне 1948 года на площадке московского летнего эстрадного театра «Эрмитаж» с русским девичьим хороводом «Берёзка» в исполнении девушек в довольно длинных бело-красных сарафанах с веточками берёзы в руках под мелодию русской народной хороводной песни «Во поле берёзка стояла…». Хоровод был поставлен основателем и художественным руководителем коллектива Надеждой Сергеевной Надеждиной и имел немалый успех. От этой постановки ансамбль и получил своё название.
В дальнейшем Н. С. Надеждиной были поставлены такие хореографические композиции, как «Лебёдушка», «Цепочка», «Прялица», «Сударушка», вальс «Берёзка», «Большой казачий пляс», «Балагуры», «Праздничная плясовая», «Холостяки», «Сибирская сюита», «Ямщики», триптих «Русский фарфор», цикл «Времена года» и другие.
Наиболее узнаваемой композицией ансамбля является русский девичий хоровод «Берёзка», известный особенной походкой девушек, создающей впечатление, что они стоят на месте, а сцена под ними вращается.
Изначально танцевальный коллектив был исключительно женским. Но в 1959 году, с приходом мужской группы и созданием оркестра русских народных инструментов, в репертуаре ансамбля появились как мужские, так и парные танцы — «Топотуха», «Узоры», «Холостяки», «Праздничная плясовая», «Ямщики», «Балагуры», «Карусель», «Сибирская сюита», триптих «Русский фарфор», хореографический цикл «Времена года».
Всего за более чем тридцатилетнюю творческую деятельность Н. С. Надеждиной было поставлено более сорока сценических произведений на народной основе.
Надежда Сергеевна говорила о творчестве своего коллектива следующее:

«В центре любой нашей работы, будь то лирический хоровод или весёлая пляска — поэтический образ русской девушки… Мы хотим как можно ярче выразить , отразить чистоту и величие русского народного искусства. Это источник вдохновения для нашего ансамбля».

Выступления ансамбля «Берёзка» имели большой успех в Советском Союзе и в зарубежных странах. В годы холодной войны (1946—1989) иностранная пресса писала, что человечное и одухотворённое искусство «Берёзки» «пробуждает добрые чувства и веру в братство между людьми», и называла выступления ансамбля «огненной сенсацией».
После кончины Н. С. Надеждиной в 1979 году художественным руководителем и главным балетмейстером коллектива стала ведущая солистка «Берёзки» и первый помощник Н. С. Надеждиной Мира Михайловна Кольцова, в будущем получившая почётные звания «Народный артист СССР» (1989) и «Народный артист Украины» (2004), профессор, которая бережно сохраняет творческое наследие основательницы ансамбля, успешно развивает и приумножает его. Ею созданы хороводы «Кружевницы», «Осенний хоровод», «Радуга», «Реченька», «Колокольцы», хореографическая сюита «Защитникам Отечества посвящается», хореографическая картина «Петрушка», кадриль «Хохломская скамейка», танцевально-игровое действо «Московский двор» и другие постановки, являющиеся продолжением, творческим переосмыслением и развитием «надеждинского стиля».
В настоящее время ансамбль «Берёзка» продолжает активную гастрольную деятельность и по-прежнему пользуется широкой популярностью в современной России и в мире.
1 августа 2022 года художественный руководитель ансамбля Мира Кольцова скончалась.

## Здания

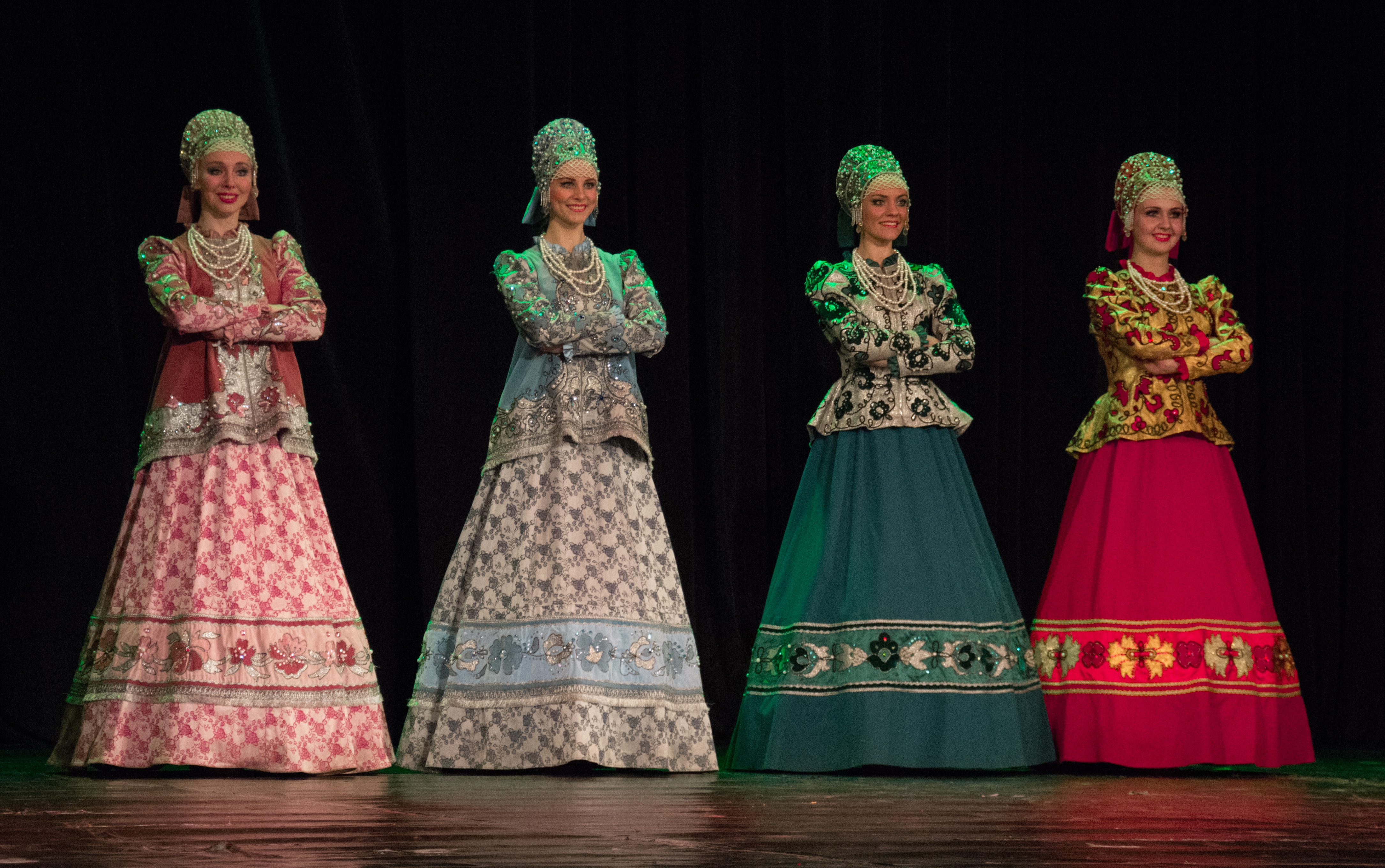
Русский народный ансамбль "Березка" и костюмы

В советское время, до 1990 года, репетиционный зал ансамбля «Берёзка» находился в здании Церкви Преподобного Сергия Радонежского Высоко-Петровского монастыря, расположенного на улице Петровке в Москве. После перестройки коллектив вынужден был покинуть стены монастыря. На протяжении шестнадцати лет ансамбль скитался по разным местам, взывал о помощи, писал множество писем властям.
Наконец, в 2006 году Управлением делами Президента Российской Федерации было принято решение о восстановлении и реставрации исторического здания — бывшего особняка мецената Сергея Тимофеевича Морозова в Леонтьевском переулке (дом № 7) в Москве — для последующей передачи его всемирно известному танцевальному коллективу. 20 декабря 2006 года распоряжением Федерального агентства по управлению государственным имуществом (Росимущества) это здание закреплено за ансамблем «Берёзка» на праве оперативного управления.

## Гастрольная деятельность
За все годы концертной деятельности коллектива, по сведениям прессы, хороводы ансамбля «Берёзка» прошли «плывущим» шагом расстояние, превышающее длину экватора. Гастроли ансамбля сопровождались триумфальным успехом и принесли коллективу мировое признание. Творениям Надежды Надеждиной восторженно аплодировали на всех континентах планеты.
Ансамбль «Берёзка» давал концерты более чем в восьмидесяти странах мира, таких как: США, Япония, Франция, Южная Корея, Колумбия, Аргентина, Чили, Венесуэла, Греция, Китай, Италия, КНДР, Турция, Швейцария, Бельгия, Хорватия, Сербия, Польша, Египет, Социалистическая Республика Вьетнам и др.

## Художественные руководители-главные балетмейстеры
- Надежда Сергеевна Надеждина, народная артистка СССР — 1948—1979;
- Мира Михайловна Кольцова, народная артистка СССР — 1979—2022;
- Татьяна Валерьевна Сельгмяэ — Директор, с 2023 года.

## Фильмография
- 1953 — «Песни родной стороны»
- 1960 — «Девичья весна»
- 1962 — «Концерт Государственного хореографического ансамбля „Берёзка“» (фильм-концерт)
- 1969 — «Русские этюды» (стереофильм)
- 2018 — «„Берёзка“. Красота на экспорт» (документальный фильм; Россия, производство — «ВГТРК», автор и режиссёр — Дарья Пиманова; премьера — 8 апреля 2018 года; приурочен к 70-летию ансамбля)[16]
- 2018 — «Берёзка» (16-серийный телевизионный художественный фильм; Россия, производство — кинокомпания «Русское» по заказу телеканала «Россия», режиссёр — Александр Баранов; премьера — 9 апреля 2018 года)[17]
- 2024 — «„Березка“. Красота по-русски». Документальный фильм. Производство — МИРмедиа по заказу Первого канала. Руководитель проекта — Валентина Пиманова. Авторы сценария — Валентина Пиманова, Елена Гребенькова. Режиссер — Сергей Ковалев. Продюсеры — Дарья Пиманова, Людмила Снигирева, Олег Вольнов. Премьера фильма состоялась 10 марта 2024 года на Первом канале.

## Афоризмы Н. С. Надеждиной
- Девушкам, артисткам ансамбля, которые были в хорошей физической форме, но не могли создать нужный сценический образ, основатель и художественный руководитель «Берёзки» Надежда Сергеевна Надеждина во время репетиций говорила: «Худая корова — ещё не газель»[5].
- К артистам-юношам, исполняющим свои роли с неподобающим лицом, Надежда Сергеевна обращалась с вопросом: «Что вы танцуете с физиономиями цареубийц?»[5].
- На вопрос о том, есть ли у неё недоброжелатели, Надеждина отвечала: «Только если ты — бездарь, у тебя нет врагов»[5].

## Награды
- 1959 — Медаль «За вклад в укрепление дружбы между народами» Всемирного совета мира (ВСМ)[4].
- 2023 — Благодарность Президента Российской Федерации (26 октября 2023 года) — за заслуги в развитии отечественной культуры и искусства, многолетнюю плодотворную деятельность[18].

## Критика
Ансамбль обвиняется в том, что продвигает псевдонародную, «клюквенную» форму русского фольклора, а также распространяет китч. Всё это, по мнению критиков, приводит к отвращению от аутентичной, истинно народной культуры.